# HMS Alexandra (1875)
HMS Alexandra була броненосцем з центральною батареєю Королівського флоту, чия морська кар'єра була тривала 1877 по 1900 рік. Корабель переважно використовуватися як флагманський, і брав участь в операціях по стримуванню російської агресії проти Османської імперії в 1878 році і бомбардування Александрії в 1882 році.

## Контекст появи
Під час її створення Комітет Адміралтейства мав внутрішній конфлікт щодо доцільності забезпечення вітрилами сучасних військових кораблів. На той момент надійність та ефективність парових двигунів вже забезпечувала  можливість для кораблів перетинати Атлантику лише під парою. Але багатовікова традиція залишила вкорінену емоційну прихильність до вітрил у невеликій, але впливовій меншості старших членів морської ієрархії. Цій меншості вдалося переконати Комітет створити "Александру" як  корабель з прямими вітрилами та бортовим розташуванням артилерії.

## Дизайн

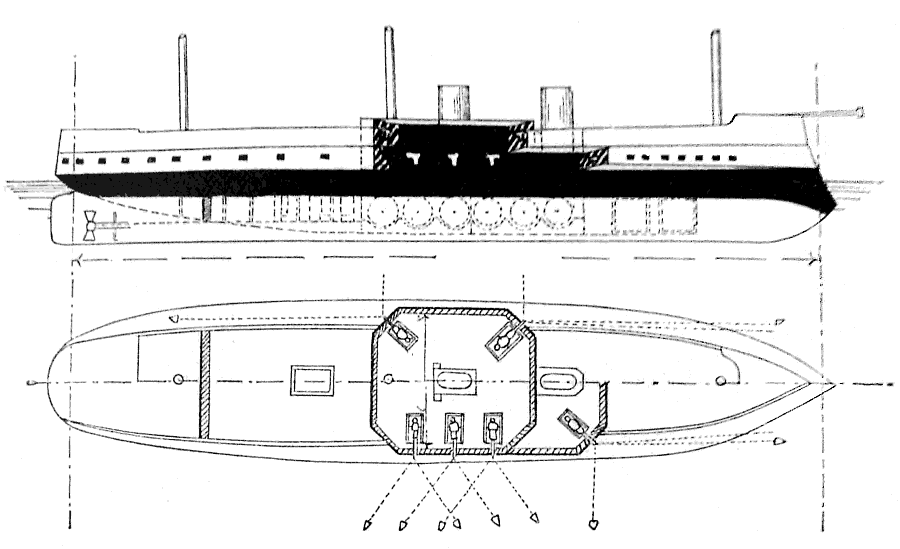
Вид з правого борту і план палуби корабля, як зображено в Harpers Monthly, лютий 1886

Побудований на верфі Chatham Dockyard і оснащений двигунами Humphreys і Tennant, "Александра" був вершиною еволюції кораблів свого класу.  Наявна певна іронія у тому, що  найефективніший у військовому відношенні з усіх кораблів з бортовим розташуванням артилерії був спроектований Натаніелем Барнабі, одним з перших і найбільш ефективних прихильників ідеї розміщення артилерії у баштах.
Озброєння корабля розташовувалося в центральній батареї з важкими гарматами, розміщеними як на головній, так і на верхній палубах. Визнаючи зростаюче значення вогню по курсу та проти курсу корабля, Барнабі влаштував артилерію таким чином, що при стрільбі через амбразури з'явилася можливість наводити чотири важкі гармати, щоб стріляти у напрямку носа, і дві - у напрямку  корми, при цьому у разі потреби всі вони могли здійснювати бортові залпи.
"Александра" була останнім британським лінкором, який мав своє головне озброєння повністю під палубами. Це був один з двох британських кораблів, на які  встановили 11-ти дюймові (280 мм.), іншим був HMS Temeraire.
Це був перший британським кораблем, що мав вертикальну парову машину компаунд з циліндричними котлами  високого тиску з робочим тиском 60 фунтів на квадратний дюйм (410 кілоПаскаль), значно ефективнішими  за прямокутні котли, що забезпечували тиск всього 210 кілоПаскаль, працюють на 30 фунтс/дюйм2 (210 кПа) тиск, встановлені на більш ранніх кораблях. Максимальна швидкість корабля досягала 14, 5 вузлів (26,9 км/год), тож на момент завершення будівництва "Александра" була найшвидшим лінкором у світі.
Корабель планували назвати «HMS Superb», але його  ім'я було змінено до його спуску на воду, яку здійснили під патронатом Її Королівської Високості принцеси Уельської, яка згодом стала російською імператрицею Александрою. Корабель став першим британським броненосцем, спущеним на воду у присутності члена королівської сім'ї. Герцог і герцогиня Единбурзькі, герцог і герцогиня Тек і герцог Кембриджський також були присутніми на церемонії.

## Історія служби
Прапор на броненосцеві було піднято у Чатемі 2 січня 1877. його призначили флагманським кораблем Середземноморського  флоту. Цю функцію корабель виконував аж до 1889. Він буф флагманом адмірала Хорнбі (Hornby) під час прориву останнього через Дарданелли під час кризової ситуації у відносинах з Російською імперією 1878. Корабель сів на мілину через погану погоду у найвужчій частині протоки. Його стягнув з мілини HMS Sultan якраз вчасно. щоб очолити прибуття ескадри до Стамбулу. Корабель взяв участь у обстрілі Александрії 1882. Під час цієї операції прапор адмірала було тимчасово перенесено на HMS Invincible, який мав меншу осадку і міг підійти ближче до берега. Під час цього бою 11 червня 1882, гармаш Ізраель Гардінг (Israel Harding) викинув за борт 10 дюймовий снаряд, який влучив у корабель. за що був нагороджений Хрестом Вікторії. У 1886, the Альфред, герцог Едінбургський  підняв свій прапор на борту корабля. На ньому також служив як лейтенант принц Уельський,потім король Георг V. Броненосець вивели у резерв 1889 для модернізації.
У 1891 році броненосець був флагманом адмірала-суперінтенданта морського резерву у Портсмуті і залишалася у цій ролі до 1901 року. "Александра" була представлена в першому томі видання the Navy and Army Illustrated на початку ХХ ст. Квітень 1896 і тоді був описаний як "корабель берегової оборони в Портсмуті" з її основним озброєнням, що складається з восьми 18-тонних гармат, чотирьох 22-тонних, шести 4-дюймових і чотирьох шестифунтових і шістьох скорострільних. В цей час екіпаж складався з 408 офіцерів і матросів під командуванням капітана Пігота ( W.H. Pigott). Останній вихід у море корабля був пов'язаний з виконанням функції  флагмана флоту "В" в маневрах 1900 року. У 1903 році старий броненосець став навчальним кораблем для підготовки механіків. Був проданий у 1908 році.